# OpenURL
OpenURL — тип URL, що містить набори контекстно-залежних метаданих ресурсів; використовується переважно у інформаційно-пошукових системах бібліотек та інших інформаційних агрегаторів. Організація NISO розробила OpenURL та його контейнер даних (ContextObject) у вигляді міжнародного стандарту ANSI Z39.88. 22 червня 2006, OCLC було назване як агентство підтримки стандарту.

## Структура
OpenURL-посилання на ресурс складається з базового URL, який ідентифікує сервер посилань користувача, та рядку запиту, який містить дані про контекст звернення користувача до ресурсу (типово, у вигляді пар «ключ-значення»). Частіше всього, контекстні дані є бібліографічними даними, але версія стандарту OpenURL 1.0 передбачає також передавання у рядку запиту іншої інформації: даних про користувача, запиту на надання певного типу сервісу тощо.
Приклад OpenURL:
http://resolver.example.edu/cgi?genre=book&isbn=0836218310&title=The+Far+Side+Gallery+3
— опис книжки у OpenURL версії 0.1 у якому http://resolver.example.edu/cgi — це базовий URL уявного серверу посилань користувача. У версії 1.0 те ж саме посилання буде дещо довшим:
http://resolver.example.edu/cgi?url_ver=Z39.88-2004&rft_val_fmt=info:ofi/fmt:kev:mtx:book&rft.isbn=0836218310&rft.btitle=The+Far+Side+Gallery+3
У цьому прикладі складовими рядку запиту є:
1. Версія URL url_ver = Z39.88-2004
2. Ідентифікатор формату ресурсу (книжка) rft_val_fmt = info:ofi/fmt:kev:mtx:book
3. На об'єкт під назвою «rft» накладаються такі обмеження як  rtf = { isbn:"0836218310", btitle:"The Far Side Gallery 3" }

Як відповідь на такий запит сервер посилань користувача http://resolver.example.edu/cgi має повернути URL, за яким користувачу має бути доступний ресурс, що відповідає умовам запиту rft_val_fmt=info:ofi/fmt:kev:mtx:book&rft.isbn=0836218310&rft.btitle=The+Far+Side+Gallery+3 (є книжкою з визначеним номером ISBN та назвою).
Практично технологія OpenURL застосовується для вирішення «проблеми відповідної копії», яка полягає у тому, що певний ресурс користувачам різних бібліотек доступний за різними адресами URL. OpenURL-посилання враховує контекст звернення конкретного користувача та перенаправляє його до «відповідного» URL.

## Зовнішні посилання
- ANSI/NISO Z39.88-2004 The OpenURL Framework for Context-Sensitive Services на NISO
- OpenURL standardization committee — архіви списку розсилання OPENURL@OCLC.ORG
- OpenURLs COinS
- Список інструментів OpenURL на Code4Lib